# Eosiopsis pumila
Eosiopsis pumila is een vliegensoort uit de familie van de Diopsidae. De wetenschappelijke naam van de soort is voor het eerst geldig gepubliceerd in 1996 door Yang & Chen als Sinodiopsis pumila.